# Наволок (Городецьке сільське поселення)
На́волок (рос. Наволок) — присілок у складі Кічменгсько-Городецького району Вологодської області, Росія. Входить до складу Городецького сільського поселення.

## Населення
Населення — 45 осіб (2010; 73 у 2002).
Національний склад (станом на 2002 рік):
- росіяни — 93 %